# NGC 57
NGC 57은 물고기자리 방향에 있는 타원 은하이다.

## 같이 보기
- 타원은하
- NGC 1 ~ 999 목록
- 물고기자리